# Ensaio, o Disco
Ensaio, o Disco é o primeiro álbum de estúdio do rapper Max B.O., lançado em 2010.

## Faixas
1. "De onde eu venho (Intro)" - 2:23  [Max B.O./Cabes]
2. "Transitando" - 4:02 [Max B.O./Cabes]
3. "Nos braços do redentor" - 3:57 [Max B.O./Aori/Waltinho/DJ Negralha]
4. "Fortaleza" - 2:49 [Max B.O./Cabes]
5. "A luz da rua" - 2:35 [Max B.O./Lívia Cruz/Nave]
6. "Eu Sou" - 3:09 [Max B.O./Cabes]
7. "Fábrica de Rap" - 3:03 [Max B.O./DJ QAP]
8. "Com sumir e Com viver" - 2:23 [Max B.O./Cabes]
9. "Sétima Arte" - 3:49 [Max B.O./DJ QAP]
10. "Aparelho Portátil de Transmissões Musicais (A.P.T.M.)" - 3:04 [Max B.O./Nave]
11. "Guria" - 2:23 [Max B.O./Nave]
12. "Gurreira" - 3:42 [Max B.O./Cindy/Luana A Tal/Stefanie/Iky Castilho]
13. "Cê quer tá junto?" - 3:21 [Max B.O./Cabes]
14. "Tu, Senhor" - 3:49 [Max B.O./DJ QAP]
15. "RG do Brasil Original (Freestyle)" - 1:52 [Max B.O.]
16. "Eu não vou desistir" - 3:27 [Max B.O./DJ Primo]
17. "A.F.R.I.C.A." - 3:29 [Max B.O./Léo Cunha]